# Der Raub der Sabinerinnen (1936)
Der Raub der Sabinerinnen ist ein deutscher Film von Robert A. Stemmle aus dem Jahr 1936. Er basiert auf dem gleichnamigen Theaterstück der Brüder Franz und Paul von Schönthan.

## Handlung
Gymnasialprofessor Gollwitz hat als Student ein Theaterstück geschrieben, das er nun als Jugendsünde bezeichnet. Der Schmierentheaterdirektor Emanuel Striese, der mit zahlreichen Problemen im Ensemble kämpft und auch wirtschaftlich nicht gut gestellt ist, erfährt davon und will es mit seiner Familie aufführen. Er kann Gollwitz überreden, der allerdings nur unter der Bedingung zustimmt, dass er nicht genannt wird und seine Frau nichts davon erfährt. Natürlich kommt die Gattin vorzeitig aus dem Urlaub zurück und überhaupt läuft alles völlig anders als geplant. Am Ende hat Frau Striese schließlich eine rettende Idee.

## Kritiken
„Ein Schmierentheater-Direktor mit mehr Enthusiasmus als Sachverstand und ein Kleinstadtprofessor mit geheimen künstlerischen Neigungen sind die Kontrahenten in dem oft gespielten, immer wieder wirkungsvollen Bühnenschwank der Gebrüder Schönthan. Auch diese Verfilmung hat Patina angesetzt, aber die Darsteller - allen voran Max Gülstorff - füllen ihre Rollen mit Hingabe.“

„Volkstümliches Lustspiel unter Kleinstadt-Komödianten. Veraltet.“